# Mycalesis duponchelii
Mycalesis duponchelii is een vlinder uit de onderfamilie Satyrinae van de familie Nymphalidae. De wetenschappelijke naam van de soort is voor het eerst geldig gepubliceerd in 1829-1832 door Félix Édouard Guérin-Méneville.